# Achillobator giganticus
Achillobator giganticus (‘héroe Aquiles gigante’) es la única especie conocida del género extinto Achillobator de dinosaurio terópodo dromeosáurido, que vivió a finales del período Cretácico, entre aproximadamente 93 a 80 millones de años, durante el Turoniense al Campaniense, en lo que hoy es Asia. Este es uno de los más grandes raptores conocidos, llegando a rivalizar con Utahraptor de Norteamérica. Los primeros restos se encontraron en 1989 durante una expedición de campo mongol-soviética y luego se describieron en 1999. Los restos en la localidad tipo de Achillobator pueden representar especímenes adicionales. Representa el primer y más grande dromeosáurido conocido de la Formación Bayan Shireh.
Era un carnívoro bípedo grande, corpulento y que habitaba en el suelo, que habría sido un depredador emplumado activo que cazaba con la garra en forma de hoz agrandada en cada segundo dedo del pie . Con una longitud de alrededor de 4,5 a 5 metros y un peso de entre 250 y 350 kilogramos, Achillobator se considera uno de los dromeosáuridos más grandes, junto con Austroraptor, Dakotaraptor y Utahraptor. Achillobator era un dromeosáurido de cuerpo profundo y brazos relativamente cortos con patas robustas y robustas. Algunas de las características más notables consistían en el esqueleto de constitución robusta, un rasgo inusual en los dinosaurios dromeosáuridos, que generalmente eran animales de constitución ligera, como el maxilar y el fémur profundos, junto con la pelvis primitiva, que tenía un pubis orientado verticalmente que difiere de la mayoría de los otros dromeosáuridos.
Achillobator está clasificado como un taxón de dromeosáuridos, más específicamente dentro de Eudromaeosauria, un grupo de dromeosáuridos hipercarnívoros que eran principalmente terrestres en lugar de arbóreos o anfibios. En la mayoría de los análisis cladísticos, Achillobator se recupera como un pariente cercano de Dromaeosaurus y Utahraptor, aunque a menudo se considera que es el taxón hermano de este último. La proporción de patas cortas y robustas de Achillobator indica que no era cursorial, es decir un animal adaptado para altas velocidades o para mantener dichas altas velocidades. Además, la morfología robusta del maxilar sugiere un comportamiento depredador basado en la caza de presas grandes.

## Descripción

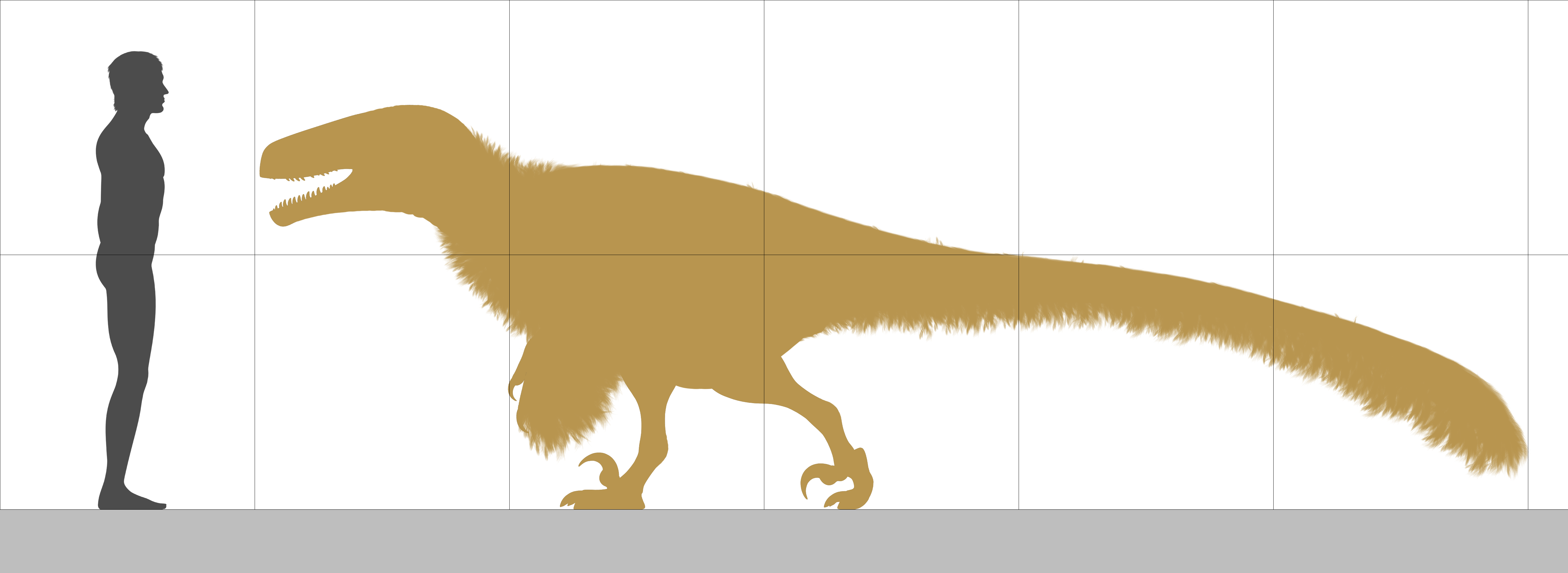
Tamaño comparativo de un Achillobator con un ser humano.

Achillobator medía aproximadamente  entre 4,6 y 6 metros de longitud y 2 de altura, casi lo mismo que el Utahraptor. El cráneo del Achillobator era, probablemente, similar al de Velociraptor, mientras que el cuello, la región dorsal y la cola eran más cortas comparativamente. Los restos fósiles fueron descubiertos en 1999, estando, en su mayoría, desarticulados pero presentando algunos huesos asociados, como un fragmento de la mandíbula superior con dientes, vértebras de todas las secciones de la columna, costillas, piezas del hombro y de la pelvis, y miembros delanteros y traseros.
Achillobator representa uno de los taxones de dromeosáuridos más grandes descritos, alcanzando hasta 4,5–5 metros de largo y pesando alrededor de 250–350 kilogramos en masa corporal. Aunque se encontró que el holotipo carecía de rastros de tegumento de plumas, evidencia sólida proveniente de otros parientes sugiere la probable presencia de plumaje en Achillobator.
Según el diagnóstico revisado por Turner y colegas en 2012, Achillobator se puede distinguir basándose en la siguiente combinación de características y autapomorfias. La fenestra promaxilar está completamente expuesta; las fenestras promaxilar y maxilar son alargadas y orientadas verticalmente al mismo nivel en el maxilar, el metatarsiano III es ancho en el extremo superior, el fémur es más largo que la tibia, la pelvis es propúbica, el pubis se extiende hacia adelante hacia la cabeza del animal, el proceso obturador en el isquion es grande y triangular situado en la mitad superior del eje isquiático y la bota en la sínfisis distal del pubis se desarrolla en un aspecto craneal y caudal.

### Cráneo
El maxilar era profundo y robusto, y medía unos 29 cm de longitud. Su lado lateral era liso en comparación con las áreas dorsales, pero tenía una constitución robusta. Tenía aproximadamente 11 alvéolos que sostenían las raíces de los dientes. Los dientes de Achillobator mostraban una marcada homodoncia, dientes de forma y tamaño similares y eran aserrados y curvados, siendo las dentaduras posteriores ligeramente más grandes que las anteriores. Junto con las dentaduras posteriores había 15 o 18 dentículos por 5 mm cerca del centro de los dientes, aunque las dentaduras anteriores tenían de 17 a 20 dentículos por 5 milímetros. Las dimensiones del maxilar sugieren que Achillobator tenía un cráneo relativamente grande en comparación con los de los carnosaurios.

### Esqueleto postcraneal
La columna vertebral estaba compuesta por vértebras cervicales, dorsales y caudales grandes y robustas. La serie anterior de vértebras cervicales tenía un desarrollo muy angulado, con la faceta de articulación anterior del centro desarrollada sobre la faceta posterior. Estas características se interpretan como indicadores de un cuello en forma de S, como se ve en la mayoría de los maniraptoranos. Las vértebras dorsales eran robustas y tenían pleurocoele, cavidades a cada lado del centro vertebral, en las superficies laterales, aumentando en las vértebras posteriores. Sus facetas de articulación central eran redondeadas y de forma cóncava. Los procesos neurales de las vértebras dorsales muestran semejanza con los de las grandes ratites como el extinto moa y el actual emú, avestruz y casuario, y tenían cicatrices de ligamentos interespinosos protuberantes que indican una espalda robusta y similar a esas aves. En todas las vértebras caudales, el centro era anfiplatiano, plano en ambos extremos y la faceta de articulación posterior era más cóncava que la anterior. Como lo indica una serie de espinas neurales anteriores, las espinas neurales anteriores se alargaron y desaparecieron progresivamente en las series de espinas caudales posteriores. La serie posterior de espinas caudales se articulaba con cheurones largos y tenía prezigapófisis muy alargadas, proyecciones del arco vertebral que conectan vértebras adyacentes.
El escapulocoracoides se formó por la fusión de la escápula y el coracoides. En la zona posterior del proceso acromion, la escápula tenía un pequeño tubérculo que unía la zona para el músculo escapulohumeral en vida. La glenoides se encontraba en la zona inferior orientada hacia el lado lateral. La escápula era relativamente alargada y aplanada en la lámina escapular. La lámina está engrosada y ligeramente curvada hacia el lado interno siguiendo la forma redondeada de la caja torácica . El coracoides es robusto y ancho, midiendo 16,7 cm de largo y 14,8 cm de alto. El borde anterior tenía una textura áspera, probablemente para la articulación con tejido cartilaginoso . Un gran foramen se encontraba desde el frente hacia atrás, probablemente actuando como un canal para vasos sanguíneos y nervios . El radio medía 26 cm de largo.

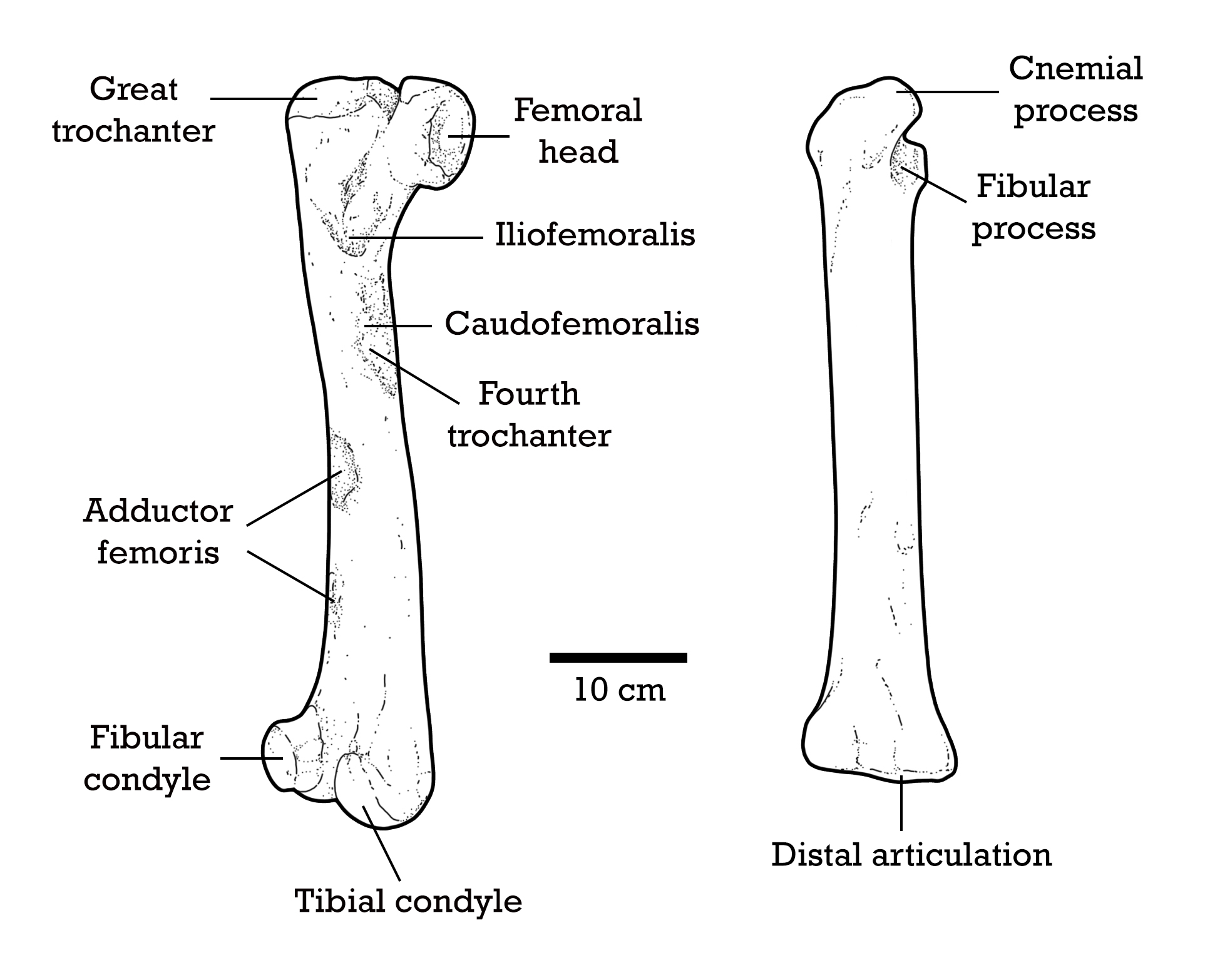
Diagrama que muestra los rastros de tejido conservados en el fémur y la tibia.

El fémur era muy robusto y más largo que la tibia, un rasgo raro en los dromeosáuridos, midiendo 50,5 cm de longitud. En la superficie interna anterior, había una superficie grande, esculpida y cóncava que probablemente funcionó como la inserción para el m. iliofemoralis internus en vida, y el trocánter menor tenía la inserción para el m. pubo ischio femoralis en el borde inferior. En la superficie lateral superior del fémur, orientada inferiormente al trocánter mayor , había un tubérculo que formaba la inserción para el m. iliofemoralis . Las inserciones para los m. ilio trochantericus e ischio trochantericus se ubicaban en la superficie posterolateral en el extremo proximal del fémur. En el lado interno, en la tercera parte proximal del eje, un área áspera y cóncava probablemente unía el m. pubo ischio femoralis externus-3. Debajo de esta área, un tubérculo pequeño y convexo asistió a la inserción del m. pubo ischio femoralis-2. La tibia era menos robusta que el fémur, pero más recta, midiendo 49 cm de longitud. La superficie del centro del eje era lisa, sin rastros de músculos. Sin embargo, al frente y hacia la superficie posterior de la cresta cnemial , un área áspera y microesculpida funcionó como la inserción de los m. ilio tibialis y ambiens. Se localizaron rastros de tejido adicionales en la tibia en la superficie inferior y hacia el aspecto posterior. Aquí, una depresión con una superficie algo áspera probablemente unió la aponeurosis prominente de los ligamentos conectados a la tibia y la cabeza del peroné en vida.
Los metatarsianos III y IV eran robustos, midiendo 23,4 cm y 20,9 cm , respectivamente, lo que indica que la longitud del metatarso era inferior al 50% de la longitud tibial. Como en otros manirraptores, los metatarsianos estaban estrechamente unidos. El extremo superior del metatarsiano III estaba aplanado de lado a lado y no pinzado en el extremo superior, por lo que carecía de una condición arctometatarsiana, extremo superior pinzado. El extremo inferior del metatarsiano IV tenía una articulación donde el movimiento estaba restringido a un plano, y el cóndilo lateral era corto. La pelvis estaba formada por los huesos pubis, íleon e isquion. El íleon era prominentemente alto, midiendo 51,3 cm de longitud y 28,8 cm de altura con el proceso preacetabular situado de arriba abajo. Ambas inserciones para el m. caudofemoralis se encontraban en la superficie interna del íleon. En el borde anterior había microestrías que probablemente dieron forma al músculo iliofemoralis en vida, detrás de esta área, también estaban presentes rastros del músculo ilio tibialis-2. El pubis medía 54,8 cm de largo y era muy recto, con una gran bota púbica, una amplia expansión en el extremo. Mientras que otros dromeosáuridos tenían una configuración pélvica muy opistopúbica , Achillobator tenía una configuración propúbica primitiva . La gran bota púbica tenía áreas gruesas en la superficie dorsal que servían como sitios de unión para el músculo pubo ischio femoralis internus ventralis. Su superficie lateral era muy plana y tenía numerosas microestrías que probablemente originaron el músculo pubo ischio femoralis externus. El isquion era más corto que el íleon y el pubis, midiendo 37,8 cm de longitud. En su diáfisis se formó una gran cresta que se expandió hasta el borde anterior, probablemente formando el músculo aductor femoral en vida. Esta estructura en forma de cresta era de complexión robusta en comparación con otros dromeosáuridos. En los lados laterales, la superficie era muy rugosa, posiblemente uniendo el músculo flexor tibial interno-1 en vida.

## Descubrimiento e investigación

Restos fósiles del holotipo de Achillobator.

Los restos fósiles de Achillobator fueron descubiertos por primera vez durante una expedición de campo ruso-mongola en 1989, aunque no fue descrito y nombrado hasta diez años más tarde, en 1999, por el paleontólogo mongol Altangerel Perle y los estadounidences Mark Norell y Jim Clark, aunque la descripción no fue completa, y se publicó en realidad sin el conocimiento de estos dos últimos autores. Durante una exploración de campo que examinó los afloramientos en la localidad de Khongil en el centro sur de Mongolia en 1989, realizada por la Expedición Paleontológica de Mongolia y Rusia en el Desierto de Gobi, se hicieron muchos descubrimientos de fósiles de dinosaurios. A unos 5,6 kilometros de esta localidad, se descubrió un esqueleto parcial de terópodo grande y asociado, pero mayormente desarticulado, en sedimentos de la localidad de Burkhant, Formación Bayan Shireh. La expedición no hizo otros hallazgos en esta localidad. Se encontró en arenisca y lutita gris de grano fino que se depositó en el Cretácico Superior. El espécimen fue encontrado preservando un maxilar izquierdo con nueve dientes y dos alvéolos vacíos, cuatro vértebras cervicales, tres vértebras dorsales , ocho vértebras caudales , una cintura pélvica casi completa que compromete ambos pubis , el íleon derecho , el isquion derecho , ambos fémures, la tibia izquierda, los metatarsianos izquierdos III y IV, las falanges manual y pedal con algunos unguales, el escapulocoracoides derecho, un radio aislado , dos costillas y chevrones caudales . Fue recolectado y preparado por el paleontólogo asistente, Namsarai Batulseen , y almacenado como MNUFR-15. Diez años después, el espécimen fue descrito formalmente en 1999 y se convirtió en el holotipo del nuevo género y especie Achillobator giganticus . Fue identificado como un taxón de dromeosáurido . La descripción fue realizada por el paleontólogo mongol Altangerel Perle y los paleontólogos norteamericanos Mark A. Norell y James M. Clark.

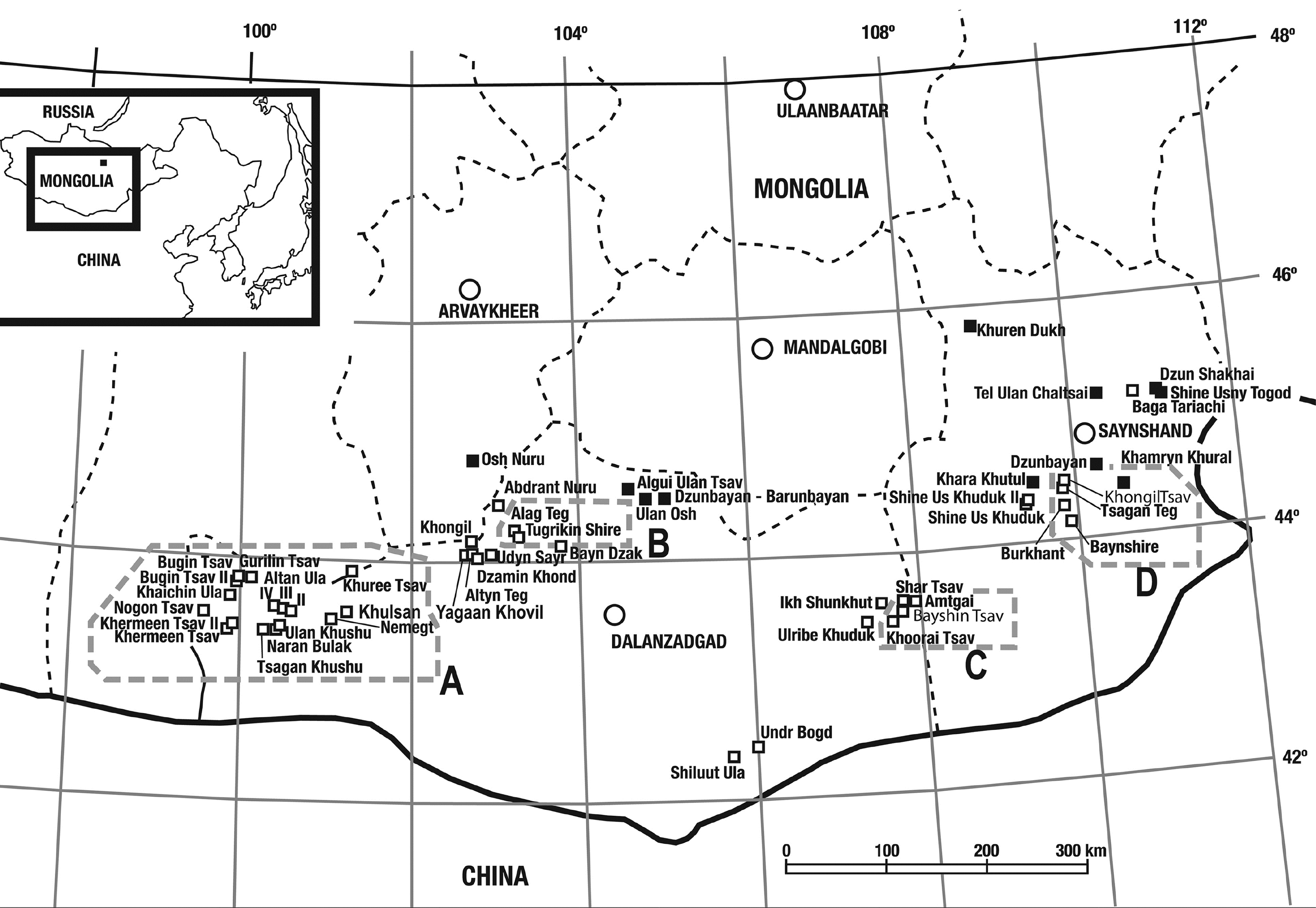
Localidades fósiles en Mongolia. Localidad de Achillobator en Burkhant.

Los huesos fósiles de Achillobator se encontraron en su mayoría desarticulados, pero asociados, incluyendo un fragmento de la mandíbula superior con dientes, así como vértebras de todos los sectores de la columna, costillas, y los huesos del hombro, pelvis, extremidades superiores y extremidades posteriores. Estos restos fueron encontrados en la Formación Bayan Shireh de la Provincia Dornogovi, Mongolia, que se data del Cretácico superior. La edad exacta es incierta, con dos hipótesis, basado en comparaciones con otras formaciones, pero parece que se corresponden mejor con el Turoniense hasta principios de Campaniense hace aproximadamente 93 a 80 millones de años atrás. Sin embargo, el examen de la magnetoestratigrafía de la formación parece confirmar que todo Bayan Shireh se encuentra dentro de la reversión geomagnética del Cretácico, que duró hasta el final del Santoniense, dando una posible edad entre el Cenomaniense al Santoniano, entre 98 y 83 millones años atrás. Otros dinosaurios encontrados en Bayan Shireh incluyen a Alectrosaurus, Segnosaurus, Talarurus y Bactrosaurus.
Sin embargo, la descripción fue publicada en un formato muy preliminar, ya que estaba incompleta, además de tener problemas con elementos preservados y numerosos errores tipográficos. Debido a una mala interpretación, se afirmó que el ungual pedal II, o garra falciforme, estaba preservado y se articulaba con la falange pedal II, pero esto fue corregido por Senter en 2007 y este ungual en realidad representa uno manual. Turner y colegas, en 2012, durante su gran revisión de Dromaeosauridae, afirmaron que el artículo descriptivo de Achillobator probablemente se publicó sin el conocimiento de los dos últimos paleontólogos, como lo indica un borrador dejado en Mongolia en 1997.
El 13 de agosto de 1993, una gran garra de dromeosáurido fue encontrada en la localidad de Burkhant, que es la localidad tipo de Achillobator, por una expedición paleontológica conjunta japonesa-mongola. En 2010, el paleontólogo Mahito Watabe y sus colegas informaron que se encontraron restos de elementos postcraneales adicionales, todos los cuales pertenecían a un dromeosáurido de gran tamaño. En 2007, el paleontólogo mongol Rinchen Barsbold y su equipo informaron nuevos hallazgos de fósiles de dinosaurios en la localidad de Shine Us Khuduk de la Formación Bayan Shireh. Entre varios elementos, una falange del pie II-2 aislada, segunda falange del segundo dígito del pie, comparte rasgos similares a los de Achillobator y Troodon. Los restos fueron descubiertos durante las excavaciones de la Academia de Ciencias de Mongolia en 2005 y 2006.

### Significado del nombre
El nombre del género proviene de Aquiles, un antiguo y famoso guerrero griego de la guerra de Troya y del mongol bator, palabra que significa ‘guerrero’ o ‘héroe’. Se refiere al gran tendón de Aquiles necesario para utilizar la garra con forma de hoz en el pie, que es el arma principal de los dromeosáuridos. La especie fue nombrada como A. giganticus porque es mucho más grande que la mayoría de los otros dromeosáuridos.

### Hipótesis de la quimera
La cintura pélvica de Achillobator presenta características plesiomórficas, es decir primitivas, de los saurisquios en comparación con otros dromeosáuridos. Por ejemplo, el pubis está alineado verticalmente y tiene una bota púbica relativamente grande, una expansión ancha en el extremo, a diferencia de la mayoría de los otros dromeosáuridos, donde generalmente se ve una bota mucho más pequeña, si la hay, y el pubis apunta hacia atrás en la misma dirección que el isquion, una condición llamada opistopubis, que también se observa entre los tericinosáuridos, los ornitisquios y las aves. Las vértebras preservadas son muy robustas y presentan una serie de pleurocele. Las diferencias mencionadas anteriormente llevaron a Burnham y su equipo en 2000 a sugerir que el holotipo de Achillobator representa una quimera paleontológica y que solo los unguales del pie pueden haber provenido de un dinosaurio de grado dromeosáurido. Las diferencias anteriores y otros han llevado a sugerir que Achillobator representa una quimera.
Sin embargo, dado que el espécimen fue encontrado en realidad en semiarticulación, así como todos los elementos siendo del mismo color y calidad de conservación, se apoya la asignación de los restos a un solo individuo. A pesar de que Achillobator presenta características inusuales y primitivas en comparación con otros dromeosáuridos, es comúnmente recuperado como un taxón que cae dentro de Dromaeosauridae en los análisis cladísticos.

## Clasificación

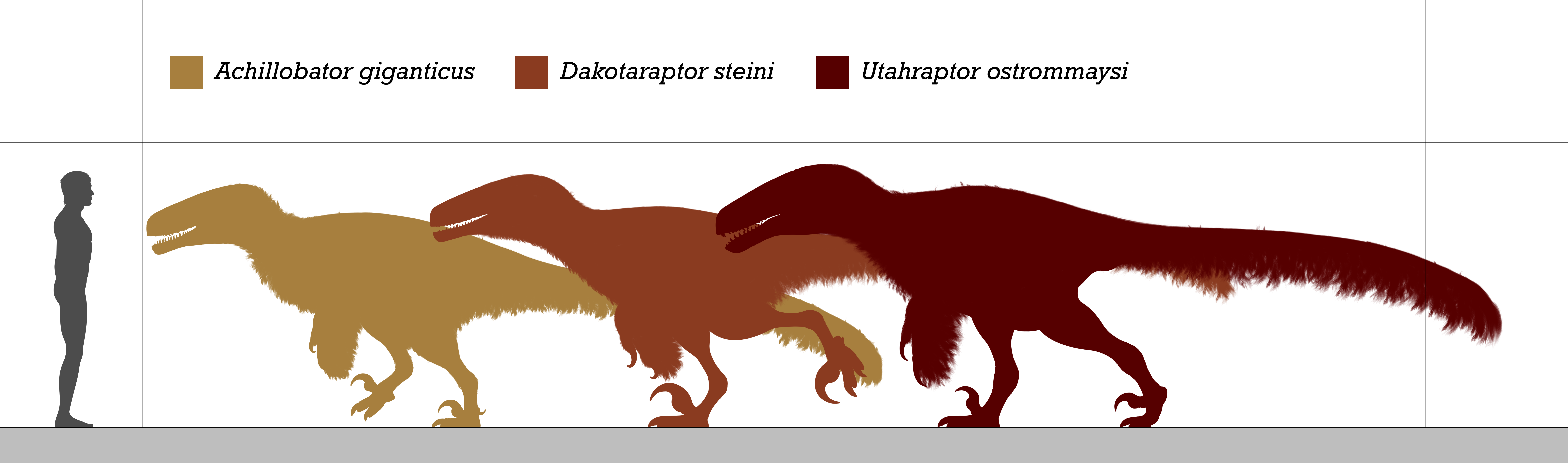
Comparación entre Achillobator y otros Dromeosáuridos gigantes.

En su descripción original, Achillobator fue colocado como un pariente cercano de Dromaeosaurus con una posición ambigua en la familia, dinosaurios que se considera que están íntimamente relacionados con las aves. Si bien la relación de dromeosáuridos con otros terópodos, incluyendo las aves, está relativamente bien entendida, la filogenia dentro de la propia familia no lo es. En investigaciones más recientes y sólidas Achillobator es clasificado dentro de los Dromaeosauridae, un grupo de dinosaurios maniraptoranos muy parecidos a las aves , siendo ubicado en los Eudromaeosauria, un grupo de dromeosáuridos que eran animales terrestres e hipercarnívoros obligados, mejor conocidos como los "verdaderos dromeosáuridos", más directamente relacionada con las formas de América del Norte como Utahraptor y Dromaeosaurus, por otro lado Deinonychus y Velociraptor son también dromeosáuridos, pero parecen representar una rama diferente de la familia. Se diferencian fuertemente de otros dromaeosáuridos, como los microraptorianos arbóreos o los halszkaraptorinos anfibios. Eudromaeosauria fue definido por primera vez como un clado basado en nodos por Nicholas R. Longrich y Philip J. Currie en 2009 como el grupo natural más inclusivo que contiene a Dromaeosaurus, Velociraptor, Deinonychus y Saurornitholestes, su ancestro común más reciente y todos sus otros descendientes. Las diversas "subfamilias" también han sido redefinidas como clados, generalmente definidos como todas las especies más cercanas al homónimo del grupo que a Dromaeosaurus o cualquier homónimo de otros subclados.
La mayoría de los análisis filogenéticos recuperan a Achillobator como pariente de Utahraptor. Se encontraron similitudes entre Achillobator y Utahraptor mediante el reexamen osteológico de especímenes de Utahraptor, lo que respalda su estrecha relación. La posición exacta de estos dos varía; durante la descripción de Halszkaraptor en 2017, Achillobator y  se recuperaron como parientes cercanos de Dromaeosaurus en Dromaeosaurinae. Sin embargo, otros estudios ubican a los dos en Velociraptorinae, como Currie y Evans en 2019 y Jasinski et al. Hartman y sus colegas encontraron un resultado inusual en 2019, donde se encontró que tanto Utahraptor como Achillobator estaban fuera de Dromaeosaurinae y Velociraptorinae, junto con Yixianosaurus, que generalmente se considera un anquiornítido.

### Filogenia
Cladograma de Eudromaeosauria basado en el análisis filogenético llevado a cabo por Phil Senter, James I. Kirkland, Donald D. DeBlieux, Scott Madsen y Natalie Toth en 2012.

|  | Bambiraptor |
|  |             |

|  | Adasaurus                                                |
|  |                                                          |
|  | \| \| Tsaagan \| \| \| \| \| \| Velociraptor \| \| \| \| |
|  |                                                          |
|  | Tsaagan                                                  |
|  |                                                          |
|  | Velociraptor                                             |
|  |                                                          |

|  | Tsaagan      |
|  |              |
|  | Velociraptor |
|  |              |

|  | Deinonychus |
|  | |
|  | \| \| Achillobator \| \| \| \| \| \| Dromaeosaurus \| \| \| \| \| \| Utahraptor \| \| \| \| \| \| Yurgovuchia \| \| \| \| |
|  | |
|  | Achillobator |
|  | |
|  | Dromaeosaurus |
|  | |
|  | Utahraptor |
|  | |
|  | Yurgovuchia |
|  | |

|  | Achillobator  |
|  |               |
|  | Dromaeosaurus |
|  |               |
|  | Utahraptor    |
|  |               |
|  | Yurgovuchia   |
|  |               |

|  | Adasaurus                                                |
|  |                                                          |
|  | \| \| Tsaagan \| \| \| \| \| \| Velociraptor \| \| \| \| |
|  |                                                          |
|  | Tsaagan                                                  |
|  |                                                          |
|  | Velociraptor                                             |
|  |                                                          |

|  | Tsaagan      |
|  |              |
|  | Velociraptor |
|  |              |

|  | Deinonychus |
|  | |
|  | \| \| Achillobator \| \| \| \| \| \| Dromaeosaurus \| \| \| \| \| \| Utahraptor \| \| \| \| \| \| Yurgovuchia \| \| \| \| |
|  | |
|  | Achillobator |
|  | |
|  | Dromaeosaurus |
|  | |
|  | Utahraptor |
|  | |
|  | Yurgovuchia |
|  | |

|  | Achillobator  |
|  |               |
|  | Dromaeosaurus |
|  |               |
|  | Utahraptor    |
|  |               |
|  | Yurgovuchia   |
|  |               |

|  | Bambiraptor |
|  |             |

|  | Adasaurus                                                |
|  |                                                          |
|  | \| \| Tsaagan \| \| \| \| \| \| Velociraptor \| \| \| \| |
|  |                                                          |
|  | Tsaagan                                                  |
|  |                                                          |
|  | Velociraptor                                             |
|  |                                                          |

|  | Tsaagan      |
|  |              |
|  | Velociraptor |
|  |              |

|  | Deinonychus |
|  | |
|  | \| \| Achillobator \| \| \| \| \| \| Dromaeosaurus \| \| \| \| \| \| Utahraptor \| \| \| \| \| \| Yurgovuchia \| \| \| \| |
|  | |
|  | Achillobator |
|  | |
|  | Dromaeosaurus |
|  | |
|  | Utahraptor |
|  | |
|  | Yurgovuchia |
|  | |

|  | Achillobator  |
|  |               |
|  | Dromaeosaurus |
|  |               |
|  | Utahraptor    |
|  |               |
|  | Yurgovuchia   |
|  |               |

|  | Adasaurus                                                |
|  |                                                          |
|  | \| \| Tsaagan \| \| \| \| \| \| Velociraptor \| \| \| \| |
|  |                                                          |
|  | Tsaagan                                                  |
|  |                                                          |
|  | Velociraptor                                             |
|  |                                                          |

|  | Tsaagan      |
|  |              |
|  | Velociraptor |
|  |              |

|  | Deinonychus |
|  | |
|  | \| \| Achillobator \| \| \| \| \| \| Dromaeosaurus \| \| \| \| \| \| Utahraptor \| \| \| \| \| \| Yurgovuchia \| \| \| \| |
|  | |
|  | Achillobator |
|  | |
|  | Dromaeosaurus |
|  | |
|  | Utahraptor |
|  | |
|  | Yurgovuchia |
|  | |

|  | Achillobator  |
|  |               |
|  | Dromaeosaurus |
|  |               |
|  | Utahraptor    |
|  |               |
|  | Yurgovuchia   |
|  |               |

El cladograma siguiente se basa en Cau et al. 2017.

|  | Achillobator                                                 |
|  |                                                              |
|  | \| \| Dromaeosaurus \| \| \| \| \| \| Utahraptor \| \| \| \| |
|  |                                                              |
|  | Dromaeosaurus                                                |
|  |                                                              |
|  | Utahraptor                                                   |
|  |                                                              |

|  | Dromaeosaurus |
|  |               |
|  | Utahraptor    |
|  |               |

|  | Achillobator                                                 |
|  |                                                              |
|  | \| \| Dromaeosaurus \| \| \| \| \| \| Utahraptor \| \| \| \| |
|  |                                                              |
|  | Dromaeosaurus                                                |
|  |                                                              |
|  | Utahraptor                                                   |
|  |                                                              |

|  | Dromaeosaurus |
|  |               |
|  | Utahraptor    |
|  |               |

|  | Deinonychus       |
|  |                   |
|  | Saurornitholestes |
|  |                   |

|  | Velociraptor                                            |
|  |                                                         |
|  | \| \| Linheraptor \| \| \| \| \| \| Tsaagan \| \| \| \| |
|  |                                                         |
|  | Linheraptor                                             |
|  |                                                         |
|  | Tsaagan                                                 |
|  |                                                         |

|  | Linheraptor |
|  |             |
|  | Tsaagan     |
|  |             |

|  | Deinonychus       |
|  |                   |
|  | Saurornitholestes |
|  |                   |

|  | Velociraptor                                            |
|  |                                                         |
|  | \| \| Linheraptor \| \| \| \| \| \| Tsaagan \| \| \| \| |
|  |                                                         |
|  | Linheraptor                                             |
|  |                                                         |
|  | Tsaagan                                                 |
|  |                                                         |

|  | Linheraptor |
|  |             |
|  | Tsaagan     |
|  |             |

|  | Deinonychus       |
|  |                   |
|  | Saurornitholestes |
|  |                   |

|  | Velociraptor                                            |
|  |                                                         |
|  | \| \| Linheraptor \| \| \| \| \| \| Tsaagan \| \| \| \| |
|  |                                                         |
|  | Linheraptor                                             |
|  |                                                         |
|  | Tsaagan                                                 |
|  |                                                         |

|  | Linheraptor |
|  |             |
|  | Tsaagan     |
|  |             |

|  | Deinonychus       |
|  |                   |
|  | Saurornitholestes |
|  |                   |

|  | Velociraptor                                            |
|  |                                                         |
|  | \| \| Linheraptor \| \| \| \| \| \| Tsaagan \| \| \| \| |
|  |                                                         |
|  | Linheraptor                                             |
|  |                                                         |
|  | Tsaagan                                                 |
|  |                                                         |

|  | Linheraptor |
|  |             |
|  | Tsaagan     |
|  |             |

|  | Achillobator                                                 |
|  |                                                              |
|  | \| \| Dromaeosaurus \| \| \| \| \| \| Utahraptor \| \| \| \| |
|  |                                                              |
|  | Dromaeosaurus                                                |
|  |                                                              |
|  | Utahraptor                                                   |
|  |                                                              |

|  | Dromaeosaurus |
|  |               |
|  | Utahraptor    |
|  |               |

|  | Achillobator                                                 |
|  |                                                              |
|  | \| \| Dromaeosaurus \| \| \| \| \| \| Utahraptor \| \| \| \| |
|  |                                                              |
|  | Dromaeosaurus                                                |
|  |                                                              |
|  | Utahraptor                                                   |
|  |                                                              |

|  | Dromaeosaurus |
|  |               |
|  | Utahraptor    |
|  |               |

|  | Deinonychus       |
|  |                   |
|  | Saurornitholestes |
|  |                   |

|  | Velociraptor                                            |
|  |                                                         |
|  | \| \| Linheraptor \| \| \| \| \| \| Tsaagan \| \| \| \| |
|  |                                                         |
|  | Linheraptor                                             |
|  |                                                         |
|  | Tsaagan                                                 |
|  |                                                         |

|  | Linheraptor |
|  |             |
|  | Tsaagan     |
|  |             |

|  | Deinonychus       |
|  |                   |
|  | Saurornitholestes |
|  |                   |

|  | Velociraptor                                            |
|  |                                                         |
|  | \| \| Linheraptor \| \| \| \| \| \| Tsaagan \| \| \| \| |
|  |                                                         |
|  | Linheraptor                                             |
|  |                                                         |
|  | Tsaagan                                                 |
|  |                                                         |

|  | Linheraptor |
|  |             |
|  | Tsaagan     |
|  |             |

|  | Deinonychus       |
|  |                   |
|  | Saurornitholestes |
|  |                   |

|  | Velociraptor                                            |
|  |                                                         |
|  | \| \| Linheraptor \| \| \| \| \| \| Tsaagan \| \| \| \| |
|  |                                                         |
|  | Linheraptor                                             |
|  |                                                         |
|  | Tsaagan                                                 |
|  |                                                         |

|  | Linheraptor |
|  |             |
|  | Tsaagan     |
|  |             |

|  | Deinonychus       |
|  |                   |
|  | Saurornitholestes |
|  |                   |

|  | Velociraptor                                            |
|  |                                                         |
|  | \| \| Linheraptor \| \| \| \| \| \| Tsaagan \| \| \| \| |
|  |                                                         |
|  | Linheraptor                                             |
|  |                                                         |
|  | Tsaagan                                                 |
|  |                                                         |

|  | Linheraptor |
|  |             |
|  | Tsaagan     |
|  |             |

|  | Achillobator                                                 |
|  |                                                              |
|  | \| \| Dromaeosaurus \| \| \| \| \| \| Utahraptor \| \| \| \| |
|  |                                                              |
|  | Dromaeosaurus                                                |
|  |                                                              |
|  | Utahraptor                                                   |
|  |                                                              |

|  | Dromaeosaurus |
|  |               |
|  | Utahraptor    |
|  |               |

|  | Achillobator                                                 |
|  |                                                              |
|  | \| \| Dromaeosaurus \| \| \| \| \| \| Utahraptor \| \| \| \| |
|  |                                                              |
|  | Dromaeosaurus                                                |
|  |                                                              |
|  | Utahraptor                                                   |
|  |                                                              |

|  | Dromaeosaurus |
|  |               |
|  | Utahraptor    |
|  |               |

|  | Deinonychus       |
|  |                   |
|  | Saurornitholestes |
|  |                   |

|  | Velociraptor                                            |
|  |                                                         |
|  | \| \| Linheraptor \| \| \| \| \| \| Tsaagan \| \| \| \| |
|  |                                                         |
|  | Linheraptor                                             |
|  |                                                         |
|  | Tsaagan                                                 |
|  |                                                         |

|  | Linheraptor |
|  |             |
|  | Tsaagan     |
|  |             |

|  | Deinonychus       |
|  |                   |
|  | Saurornitholestes |
|  |                   |

|  | Velociraptor                                            |
|  |                                                         |
|  | \| \| Linheraptor \| \| \| \| \| \| Tsaagan \| \| \| \| |
|  |                                                         |
|  | Linheraptor                                             |
|  |                                                         |
|  | Tsaagan                                                 |
|  |                                                         |

|  | Linheraptor |
|  |             |
|  | Tsaagan     |
|  |             |

|  | Deinonychus       |
|  |                   |
|  | Saurornitholestes |
|  |                   |

|  | Velociraptor                                            |
|  |                                                         |
|  | \| \| Linheraptor \| \| \| \| \| \| Tsaagan \| \| \| \| |
|  |                                                         |
|  | Linheraptor                                             |
|  |                                                         |
|  | Tsaagan                                                 |
|  |                                                         |

|  | Linheraptor |
|  |             |
|  | Tsaagan     |
|  |             |

|  | Deinonychus       |
|  |                   |
|  | Saurornitholestes |
|  |                   |

|  | Velociraptor                                            |
|  |                                                         |
|  | \| \| Linheraptor \| \| \| \| \| \| Tsaagan \| \| \| \| |
|  |                                                         |
|  | Linheraptor                                             |
|  |                                                         |
|  | Tsaagan                                                 |
|  |                                                         |

|  | Linheraptor |
|  |             |
|  | Tsaagan     |
|  |             |

|  | Achillobator                                                 |
|  |                                                              |
|  | \| \| Dromaeosaurus \| \| \| \| \| \| Utahraptor \| \| \| \| |
|  |                                                              |
|  | Dromaeosaurus                                                |
|  |                                                              |
|  | Utahraptor                                                   |
|  |                                                              |

|  | Dromaeosaurus |
|  |               |
|  | Utahraptor    |
|  |               |

|  | Achillobator                                                 |
|  |                                                              |
|  | \| \| Dromaeosaurus \| \| \| \| \| \| Utahraptor \| \| \| \| |
|  |                                                              |
|  | Dromaeosaurus                                                |
|  |                                                              |
|  | Utahraptor                                                   |
|  |                                                              |

|  | Dromaeosaurus |
|  |               |
|  | Utahraptor    |
|  |               |

|  | Deinonychus       |
|  |                   |
|  | Saurornitholestes |
|  |                   |

|  | Velociraptor                                            |
|  |                                                         |
|  | \| \| Linheraptor \| \| \| \| \| \| Tsaagan \| \| \| \| |
|  |                                                         |
|  | Linheraptor                                             |
|  |                                                         |
|  | Tsaagan                                                 |
|  |                                                         |

|  | Linheraptor |
|  |             |
|  | Tsaagan     |
|  |             |

|  | Deinonychus       |
|  |                   |
|  | Saurornitholestes |
|  |                   |

|  | Velociraptor                                            |
|  |                                                         |
|  | \| \| Linheraptor \| \| \| \| \| \| Tsaagan \| \| \| \| |
|  |                                                         |
|  | Linheraptor                                             |
|  |                                                         |
|  | Tsaagan                                                 |
|  |                                                         |

|  | Linheraptor |
|  |             |
|  | Tsaagan     |
|  |             |

|  | Deinonychus       |
|  |                   |
|  | Saurornitholestes |
|  |                   |

|  | Velociraptor                                            |
|  |                                                         |
|  | \| \| Linheraptor \| \| \| \| \| \| Tsaagan \| \| \| \| |
|  |                                                         |
|  | Linheraptor                                             |
|  |                                                         |
|  | Tsaagan                                                 |
|  |                                                         |

|  | Linheraptor |
|  |             |
|  | Tsaagan     |
|  |             |

|  | Deinonychus       |
|  |                   |
|  | Saurornitholestes |
|  |                   |

|  | Velociraptor                                            |
|  |                                                         |
|  | \| \| Linheraptor \| \| \| \| \| \| Tsaagan \| \| \| \| |
|  |                                                         |
|  | Linheraptor                                             |
|  |                                                         |
|  | Tsaagan                                                 |
|  |                                                         |

|  | Linheraptor |
|  |             |
|  | Tsaagan     |
|  |             |

|  | Achillobator                                                 |
|  |                                                              |
|  | \| \| Dromaeosaurus \| \| \| \| \| \| Utahraptor \| \| \| \| |
|  |                                                              |
|  | Dromaeosaurus                                                |
|  |                                                              |
|  | Utahraptor                                                   |
|  |                                                              |

|  | Dromaeosaurus |
|  |               |
|  | Utahraptor    |
|  |               |

|  | Achillobator                                                 |
|  |                                                              |
|  | \| \| Dromaeosaurus \| \| \| \| \| \| Utahraptor \| \| \| \| |
|  |                                                              |
|  | Dromaeosaurus                                                |
|  |                                                              |
|  | Utahraptor                                                   |
|  |                                                              |

|  | Dromaeosaurus |
|  |               |
|  | Utahraptor    |
|  |               |

|  | Deinonychus       |
|  |                   |
|  | Saurornitholestes |
|  |                   |

|  | Velociraptor                                            |
|  |                                                         |
|  | \| \| Linheraptor \| \| \| \| \| \| Tsaagan \| \| \| \| |
|  |                                                         |
|  | Linheraptor                                             |
|  |                                                         |
|  | Tsaagan                                                 |
|  |                                                         |

|  | Linheraptor |
|  |             |
|  | Tsaagan     |
|  |             |

|  | Deinonychus       |
|  |                   |
|  | Saurornitholestes |
|  |                   |

|  | Velociraptor                                            |
|  |                                                         |
|  | \| \| Linheraptor \| \| \| \| \| \| Tsaagan \| \| \| \| |
|  |                                                         |
|  | Linheraptor                                             |
|  |                                                         |
|  | Tsaagan                                                 |
|  |                                                         |

|  | Linheraptor |
|  |             |
|  | Tsaagan     |
|  |             |

|  | Deinonychus       |
|  |                   |
|  | Saurornitholestes |
|  |                   |

|  | Velociraptor                                            |
|  |                                                         |
|  | \| \| Linheraptor \| \| \| \| \| \| Tsaagan \| \| \| \| |
|  |                                                         |
|  | Linheraptor                                             |
|  |                                                         |
|  | Tsaagan                                                 |
|  |                                                         |

|  | Linheraptor |
|  |             |
|  | Tsaagan     |
|  |             |

|  | Deinonychus       |
|  |                   |
|  | Saurornitholestes |
|  |                   |

|  | Velociraptor                                            |
|  |                                                         |
|  | \| \| Linheraptor \| \| \| \| \| \| Tsaagan \| \| \| \| |
|  |                                                         |
|  | Linheraptor                                             |
|  |                                                         |
|  | Tsaagan                                                 |
|  |                                                         |

|  | Linheraptor |
|  |             |
|  | Tsaagan     |
|  |             |

|  | Achillobator                                                 |
|  |                                                              |
|  | \| \| Dromaeosaurus \| \| \| \| \| \| Utahraptor \| \| \| \| |
|  |                                                              |
|  | Dromaeosaurus                                                |
|  |                                                              |
|  | Utahraptor                                                   |
|  |                                                              |

|  | Dromaeosaurus |
|  |               |
|  | Utahraptor    |
|  |               |

|  | Achillobator                                                 |
|  |                                                              |
|  | \| \| Dromaeosaurus \| \| \| \| \| \| Utahraptor \| \| \| \| |
|  |                                                              |
|  | Dromaeosaurus                                                |
|  |                                                              |
|  | Utahraptor                                                   |
|  |                                                              |

|  | Dromaeosaurus |
|  |               |
|  | Utahraptor    |
|  |               |

|  | Deinonychus       |
|  |                   |
|  | Saurornitholestes |
|  |                   |

|  | Velociraptor                                            |
|  |                                                         |
|  | \| \| Linheraptor \| \| \| \| \| \| Tsaagan \| \| \| \| |
|  |                                                         |
|  | Linheraptor                                             |
|  |                                                         |
|  | Tsaagan                                                 |
|  |                                                         |

|  | Linheraptor |
|  |             |
|  | Tsaagan     |
|  |             |

|  | Deinonychus       |
|  |                   |
|  | Saurornitholestes |
|  |                   |

|  | Velociraptor                                            |
|  |                                                         |
|  | \| \| Linheraptor \| \| \| \| \| \| Tsaagan \| \| \| \| |
|  |                                                         |
|  | Linheraptor                                             |
|  |                                                         |
|  | Tsaagan                                                 |
|  |                                                         |

|  | Linheraptor |
|  |             |
|  | Tsaagan     |
|  |             |

|  | Deinonychus       |
|  |                   |
|  | Saurornitholestes |
|  |                   |

|  | Velociraptor                                            |
|  |                                                         |
|  | \| \| Linheraptor \| \| \| \| \| \| Tsaagan \| \| \| \| |
|  |                                                         |
|  | Linheraptor                                             |
|  |                                                         |
|  | Tsaagan                                                 |
|  |                                                         |

|  | Linheraptor |
|  |             |
|  | Tsaagan     |
|  |             |

|  | Deinonychus       |
|  |                   |
|  | Saurornitholestes |
|  |                   |

|  | Velociraptor                                            |
|  |                                                         |
|  | \| \| Linheraptor \| \| \| \| \| \| Tsaagan \| \| \| \| |
|  |                                                         |
|  | Linheraptor                                             |
|  |                                                         |
|  | Tsaagan                                                 |
|  |                                                         |

|  | Linheraptor |
|  |             |
|  | Tsaagan     |
|  |             |

|  | Achillobator                                                 |
|  |                                                              |
|  | \| \| Dromaeosaurus \| \| \| \| \| \| Utahraptor \| \| \| \| |
|  |                                                              |
|  | Dromaeosaurus                                                |
|  |                                                              |
|  | Utahraptor                                                   |
|  |                                                              |

|  | Dromaeosaurus |
|  |               |
|  | Utahraptor    |
|  |               |

|  | Achillobator                                                 |
|  |                                                              |
|  | \| \| Dromaeosaurus \| \| \| \| \| \| Utahraptor \| \| \| \| |
|  |                                                              |
|  | Dromaeosaurus                                                |
|  |                                                              |
|  | Utahraptor                                                   |
|  |                                                              |

|  | Dromaeosaurus |
|  |               |
|  | Utahraptor    |
|  |               |

|  | Deinonychus       |
|  |                   |
|  | Saurornitholestes |
|  |                   |

|  | Velociraptor                                            |
|  |                                                         |
|  | \| \| Linheraptor \| \| \| \| \| \| Tsaagan \| \| \| \| |
|  |                                                         |
|  | Linheraptor                                             |
|  |                                                         |
|  | Tsaagan                                                 |
|  |                                                         |

|  | Linheraptor |
|  |             |
|  | Tsaagan     |
|  |             |

|  | Deinonychus       |
|  |                   |
|  | Saurornitholestes |
|  |                   |

|  | Velociraptor                                            |
|  |                                                         |
|  | \| \| Linheraptor \| \| \| \| \| \| Tsaagan \| \| \| \| |
|  |                                                         |
|  | Linheraptor                                             |
|  |                                                         |
|  | Tsaagan                                                 |
|  |                                                         |

|  | Linheraptor |
|  |             |
|  | Tsaagan     |
|  |             |

|  | Deinonychus       |
|  |                   |
|  | Saurornitholestes |
|  |                   |

|  | Velociraptor                                            |
|  |                                                         |
|  | \| \| Linheraptor \| \| \| \| \| \| Tsaagan \| \| \| \| |
|  |                                                         |
|  | Linheraptor                                             |
|  |                                                         |
|  | Tsaagan                                                 |
|  |                                                         |

|  | Linheraptor |
|  |             |
|  | Tsaagan     |
|  |             |

|  | Deinonychus       |
|  |                   |
|  | Saurornitholestes |
|  |                   |

|  | Velociraptor                                            |
|  |                                                         |
|  | \| \| Linheraptor \| \| \| \| \| \| Tsaagan \| \| \| \| |
|  |                                                         |
|  | Linheraptor                                             |
|  |                                                         |
|  | Tsaagan                                                 |
|  |                                                         |

|  | Linheraptor |
|  |             |
|  | Tsaagan     |
|  |             |

|  | Achillobator                                                 |
|  |                                                              |
|  | \| \| Dromaeosaurus \| \| \| \| \| \| Utahraptor \| \| \| \| |
|  |                                                              |
|  | Dromaeosaurus                                                |
|  |                                                              |
|  | Utahraptor                                                   |
|  |                                                              |

|  | Dromaeosaurus |
|  |               |
|  | Utahraptor    |
|  |               |

|  | Achillobator                                                 |
|  |                                                              |
|  | \| \| Dromaeosaurus \| \| \| \| \| \| Utahraptor \| \| \| \| |
|  |                                                              |
|  | Dromaeosaurus                                                |
|  |                                                              |
|  | Utahraptor                                                   |
|  |                                                              |

|  | Dromaeosaurus |
|  |               |
|  | Utahraptor    |
|  |               |

|  | Deinonychus       |
|  |                   |
|  | Saurornitholestes |
|  |                   |

|  | Velociraptor                                            |
|  |                                                         |
|  | \| \| Linheraptor \| \| \| \| \| \| Tsaagan \| \| \| \| |
|  |                                                         |
|  | Linheraptor                                             |
|  |                                                         |
|  | Tsaagan                                                 |
|  |                                                         |

|  | Linheraptor |
|  |             |
|  | Tsaagan     |
|  |             |

|  | Deinonychus       |
|  |                   |
|  | Saurornitholestes |
|  |                   |

|  | Velociraptor                                            |
|  |                                                         |
|  | \| \| Linheraptor \| \| \| \| \| \| Tsaagan \| \| \| \| |
|  |                                                         |
|  | Linheraptor                                             |
|  |                                                         |
|  | Tsaagan                                                 |
|  |                                                         |

|  | Linheraptor |
|  |             |
|  | Tsaagan     |
|  |             |

|  | Deinonychus       |
|  |                   |
|  | Saurornitholestes |
|  |                   |

|  | Velociraptor                                            |
|  |                                                         |
|  | \| \| Linheraptor \| \| \| \| \| \| Tsaagan \| \| \| \| |
|  |                                                         |
|  | Linheraptor                                             |
|  |                                                         |
|  | Tsaagan                                                 |
|  |                                                         |

|  | Linheraptor |
|  |             |
|  | Tsaagan     |
|  |             |

|  | Deinonychus       |
|  |                   |
|  | Saurornitholestes |
|  |                   |

|  | Velociraptor                                            |
|  |                                                         |
|  | \| \| Linheraptor \| \| \| \| \| \| Tsaagan \| \| \| \| |
|  |                                                         |
|  | Linheraptor                                             |
|  |                                                         |
|  | Tsaagan                                                 |
|  |                                                         |

|  | Linheraptor |
|  |             |
|  | Tsaagan     |
|  |             |

El cladograma a contibçnuación sigue a Jasinski et al.. 2020.

|  | Saurornitholestes |
|  |                   |
|  | Atrociraptor      |
|  |                   |

|  | Dakotaraptor                                                                                                 |
|  | |
|  | \| \| Dromaeosaurus \| \| \| \| \| \| Boreonykus \| \| \| \| \| \| Dromeosáurido de Bayan Shireh \| \| \| \| |
|  | |
|  | Dromaeosaurus                                                                                                |
|  | |
|  | Boreonykus                                                                                                   |
|  | |
|  | Dromeosáurido de Bayan Shireh                                                                                |
|  | |

|  | Dromaeosaurus                 |
|  |                               |
|  | Boreonykus                    |
|  |                               |
|  | Dromeosáurido de Bayan Shireh |
|  |                               |

|  | Adasaurus                                                   |
|  |                                                             |
|  | \| \| Utahraptor \| \| \| \| \| \| Achillobator \| \| \| \| |
|  |                                                             |
|  | Utahraptor                                                  |
|  |                                                             |
|  | Achillobator                                                |
|  |                                                             |

|  | Utahraptor   |
|  |              |
|  | Achillobator |
|  |              |

|  | Dineobellator                                           |
|  |                                                         |
|  | \| \| Tsaagan \| \| \| \| \| \| Linheraptor \| \| \| \| |
|  |                                                         |
|  | Tsaagan                                                 |
|  |                                                         |
|  | Linheraptor                                             |
|  |                                                         |

|  | Tsaagan     |
|  |             |
|  | Linheraptor |
|  |             |

|  | Dineobellator                                           |
|  |                                                         |
|  | \| \| Tsaagan \| \| \| \| \| \| Linheraptor \| \| \| \| |
|  |                                                         |
|  | Tsaagan                                                 |
|  |                                                         |
|  | Linheraptor                                             |
|  |                                                         |

|  | Tsaagan     |
|  |             |
|  | Linheraptor |
|  |             |

|  | Dineobellator                                           |
|  |                                                         |
|  | \| \| Tsaagan \| \| \| \| \| \| Linheraptor \| \| \| \| |
|  |                                                         |
|  | Tsaagan                                                 |
|  |                                                         |
|  | Linheraptor                                             |
|  |                                                         |

|  | Tsaagan     |
|  |             |
|  | Linheraptor |
|  |             |

|  | Dineobellator                                           |
|  |                                                         |
|  | \| \| Tsaagan \| \| \| \| \| \| Linheraptor \| \| \| \| |
|  |                                                         |
|  | Tsaagan                                                 |
|  |                                                         |
|  | Linheraptor                                             |
|  |                                                         |

|  | Tsaagan     |
|  |             |
|  | Linheraptor |
|  |             |

|  | Adasaurus                                                   |
|  |                                                             |
|  | \| \| Utahraptor \| \| \| \| \| \| Achillobator \| \| \| \| |
|  |                                                             |
|  | Utahraptor                                                  |
|  |                                                             |
|  | Achillobator                                                |
|  |                                                             |

|  | Utahraptor   |
|  |              |
|  | Achillobator |
|  |              |

|  | Dineobellator                                           |
|  |                                                         |
|  | \| \| Tsaagan \| \| \| \| \| \| Linheraptor \| \| \| \| |
|  |                                                         |
|  | Tsaagan                                                 |
|  |                                                         |
|  | Linheraptor                                             |
|  |                                                         |

|  | Tsaagan     |
|  |             |
|  | Linheraptor |
|  |             |

|  | Dineobellator                                           |
|  |                                                         |
|  | \| \| Tsaagan \| \| \| \| \| \| Linheraptor \| \| \| \| |
|  |                                                         |
|  | Tsaagan                                                 |
|  |                                                         |
|  | Linheraptor                                             |
|  |                                                         |

|  | Tsaagan     |
|  |             |
|  | Linheraptor |
|  |             |

|  | Dineobellator                                           |
|  |                                                         |
|  | \| \| Tsaagan \| \| \| \| \| \| Linheraptor \| \| \| \| |
|  |                                                         |
|  | Tsaagan                                                 |
|  |                                                         |
|  | Linheraptor                                             |
|  |                                                         |

|  | Tsaagan     |
|  |             |
|  | Linheraptor |
|  |             |

|  | Dineobellator                                           |
|  |                                                         |
|  | \| \| Tsaagan \| \| \| \| \| \| Linheraptor \| \| \| \| |
|  |                                                         |
|  | Tsaagan                                                 |
|  |                                                         |
|  | Linheraptor                                             |
|  |                                                         |

|  | Tsaagan     |
|  |             |
|  | Linheraptor |
|  |             |

|  | Adasaurus                                                   |
|  |                                                             |
|  | \| \| Utahraptor \| \| \| \| \| \| Achillobator \| \| \| \| |
|  |                                                             |
|  | Utahraptor                                                  |
|  |                                                             |
|  | Achillobator                                                |
|  |                                                             |

|  | Utahraptor   |
|  |              |
|  | Achillobator |
|  |              |

|  | Dineobellator                                           |
|  |                                                         |
|  | \| \| Tsaagan \| \| \| \| \| \| Linheraptor \| \| \| \| |
|  |                                                         |
|  | Tsaagan                                                 |
|  |                                                         |
|  | Linheraptor                                             |
|  |                                                         |

|  | Tsaagan     |
|  |             |
|  | Linheraptor |
|  |             |

|  | Dineobellator                                           |
|  |                                                         |
|  | \| \| Tsaagan \| \| \| \| \| \| Linheraptor \| \| \| \| |
|  |                                                         |
|  | Tsaagan                                                 |
|  |                                                         |
|  | Linheraptor                                             |
|  |                                                         |

|  | Tsaagan     |
|  |             |
|  | Linheraptor |
|  |             |

|  | Dineobellator                                           |
|  |                                                         |
|  | \| \| Tsaagan \| \| \| \| \| \| Linheraptor \| \| \| \| |
|  |                                                         |
|  | Tsaagan                                                 |
|  |                                                         |
|  | Linheraptor                                             |
|  |                                                         |

|  | Tsaagan     |
|  |             |
|  | Linheraptor |
|  |             |

|  | Dineobellator                                           |
|  |                                                         |
|  | \| \| Tsaagan \| \| \| \| \| \| Linheraptor \| \| \| \| |
|  |                                                         |
|  | Tsaagan                                                 |
|  |                                                         |
|  | Linheraptor                                             |
|  |                                                         |

|  | Tsaagan     |
|  |             |
|  | Linheraptor |
|  |             |

|  | Adasaurus                                                   |
|  |                                                             |
|  | \| \| Utahraptor \| \| \| \| \| \| Achillobator \| \| \| \| |
|  |                                                             |
|  | Utahraptor                                                  |
|  |                                                             |
|  | Achillobator                                                |
|  |                                                             |

|  | Utahraptor   |
|  |              |
|  | Achillobator |
|  |              |

|  | Dineobellator                                           |
|  |                                                         |
|  | \| \| Tsaagan \| \| \| \| \| \| Linheraptor \| \| \| \| |
|  |                                                         |
|  | Tsaagan                                                 |
|  |                                                         |
|  | Linheraptor                                             |
|  |                                                         |

|  | Tsaagan     |
|  |             |
|  | Linheraptor |
|  |             |

|  | Dineobellator                                           |
|  |                                                         |
|  | \| \| Tsaagan \| \| \| \| \| \| Linheraptor \| \| \| \| |
|  |                                                         |
|  | Tsaagan                                                 |
|  |                                                         |
|  | Linheraptor                                             |
|  |                                                         |

|  | Tsaagan     |
|  |             |
|  | Linheraptor |
|  |             |

|  | Dineobellator                                           |
|  |                                                         |
|  | \| \| Tsaagan \| \| \| \| \| \| Linheraptor \| \| \| \| |
|  |                                                         |
|  | Tsaagan                                                 |
|  |                                                         |
|  | Linheraptor                                             |
|  |                                                         |

|  | Tsaagan     |
|  |             |
|  | Linheraptor |
|  |             |

|  | Dineobellator                                           |
|  |                                                         |
|  | \| \| Tsaagan \| \| \| \| \| \| Linheraptor \| \| \| \| |
|  |                                                         |
|  | Tsaagan                                                 |
|  |                                                         |
|  | Linheraptor                                             |
|  |                                                         |

|  | Tsaagan     |
|  |             |
|  | Linheraptor |
|  |             |

|  | Dakotaraptor                                                                                                 |
|  | |
|  | \| \| Dromaeosaurus \| \| \| \| \| \| Boreonykus \| \| \| \| \| \| Dromeosáurido de Bayan Shireh \| \| \| \| |
|  | |
|  | Dromaeosaurus                                                                                                |
|  | |
|  | Boreonykus                                                                                                   |
|  | |
|  | Dromeosáurido de Bayan Shireh                                                                                |
|  | |

|  | Dromaeosaurus                 |
|  |                               |
|  | Boreonykus                    |
|  |                               |
|  | Dromeosáurido de Bayan Shireh |
|  |                               |

|  | Adasaurus                                                   |
|  |                                                             |
|  | \| \| Utahraptor \| \| \| \| \| \| Achillobator \| \| \| \| |
|  |                                                             |
|  | Utahraptor                                                  |
|  |                                                             |
|  | Achillobator                                                |
|  |                                                             |

|  | Utahraptor   |
|  |              |
|  | Achillobator |
|  |              |

|  | Dineobellator                                           |
|  |                                                         |
|  | \| \| Tsaagan \| \| \| \| \| \| Linheraptor \| \| \| \| |
|  |                                                         |
|  | Tsaagan                                                 |
|  |                                                         |
|  | Linheraptor                                             |
|  |                                                         |

|  | Tsaagan     |
|  |             |
|  | Linheraptor |
|  |             |

|  | Dineobellator                                           |
|  |                                                         |
|  | \| \| Tsaagan \| \| \| \| \| \| Linheraptor \| \| \| \| |
|  |                                                         |
|  | Tsaagan                                                 |
|  |                                                         |
|  | Linheraptor                                             |
|  |                                                         |

|  | Tsaagan     |
|  |             |
|  | Linheraptor |
|  |             |

|  | Dineobellator                                           |
|  |                                                         |
|  | \| \| Tsaagan \| \| \| \| \| \| Linheraptor \| \| \| \| |
|  |                                                         |
|  | Tsaagan                                                 |
|  |                                                         |
|  | Linheraptor                                             |
|  |                                                         |

|  | Tsaagan     |
|  |             |
|  | Linheraptor |
|  |             |

|  | Dineobellator                                           |
|  |                                                         |
|  | \| \| Tsaagan \| \| \| \| \| \| Linheraptor \| \| \| \| |
|  |                                                         |
|  | Tsaagan                                                 |
|  |                                                         |
|  | Linheraptor                                             |
|  |                                                         |

|  | Tsaagan     |
|  |             |
|  | Linheraptor |
|  |             |

|  | Adasaurus                                                   |
|  |                                                             |
|  | \| \| Utahraptor \| \| \| \| \| \| Achillobator \| \| \| \| |
|  |                                                             |
|  | Utahraptor                                                  |
|  |                                                             |
|  | Achillobator                                                |
|  |                                                             |

|  | Utahraptor   |
|  |              |
|  | Achillobator |
|  |              |

|  | Dineobellator                                           |
|  |                                                         |
|  | \| \| Tsaagan \| \| \| \| \| \| Linheraptor \| \| \| \| |
|  |                                                         |
|  | Tsaagan                                                 |
|  |                                                         |
|  | Linheraptor                                             |
|  |                                                         |

|  | Tsaagan     |
|  |             |
|  | Linheraptor |
|  |             |

|  | Dineobellator                                           |
|  |                                                         |
|  | \| \| Tsaagan \| \| \| \| \| \| Linheraptor \| \| \| \| |
|  |                                                         |
|  | Tsaagan                                                 |
|  |                                                         |
|  | Linheraptor                                             |
|  |                                                         |

|  | Tsaagan     |
|  |             |
|  | Linheraptor |
|  |             |

|  | Dineobellator                                           |
|  |                                                         |
|  | \| \| Tsaagan \| \| \| \| \| \| Linheraptor \| \| \| \| |
|  |                                                         |
|  | Tsaagan                                                 |
|  |                                                         |
|  | Linheraptor                                             |
|  |                                                         |

|  | Tsaagan     |
|  |             |
|  | Linheraptor |
|  |             |

|  | Dineobellator                                           |
|  |                                                         |
|  | \| \| Tsaagan \| \| \| \| \| \| Linheraptor \| \| \| \| |
|  |                                                         |
|  | Tsaagan                                                 |
|  |                                                         |
|  | Linheraptor                                             |
|  |                                                         |

|  | Tsaagan     |
|  |             |
|  | Linheraptor |
|  |             |

|  | Adasaurus                                                   |
|  |                                                             |
|  | \| \| Utahraptor \| \| \| \| \| \| Achillobator \| \| \| \| |
|  |                                                             |
|  | Utahraptor                                                  |
|  |                                                             |
|  | Achillobator                                                |
|  |                                                             |

|  | Utahraptor   |
|  |              |
|  | Achillobator |
|  |              |

|  | Dineobellator                                           |
|  |                                                         |
|  | \| \| Tsaagan \| \| \| \| \| \| Linheraptor \| \| \| \| |
|  |                                                         |
|  | Tsaagan                                                 |
|  |                                                         |
|  | Linheraptor                                             |
|  |                                                         |

|  | Tsaagan     |
|  |             |
|  | Linheraptor |
|  |             |

|  | Dineobellator                                           |
|  |                                                         |
|  | \| \| Tsaagan \| \| \| \| \| \| Linheraptor \| \| \| \| |
|  |                                                         |
|  | Tsaagan                                                 |
|  |                                                         |
|  | Linheraptor                                             |
|  |                                                         |

|  | Tsaagan     |
|  |             |
|  | Linheraptor |
|  |             |

|  | Dineobellator                                           |
|  |                                                         |
|  | \| \| Tsaagan \| \| \| \| \| \| Linheraptor \| \| \| \| |
|  |                                                         |
|  | Tsaagan                                                 |
|  |                                                         |
|  | Linheraptor                                             |
|  |                                                         |

|  | Tsaagan     |
|  |             |
|  | Linheraptor |
|  |             |

|  | Dineobellator                                           |
|  |                                                         |
|  | \| \| Tsaagan \| \| \| \| \| \| Linheraptor \| \| \| \| |
|  |                                                         |
|  | Tsaagan                                                 |
|  |                                                         |
|  | Linheraptor                                             |
|  |                                                         |

|  | Tsaagan     |
|  |             |
|  | Linheraptor |
|  |             |

|  | Adasaurus                                                   |
|  |                                                             |
|  | \| \| Utahraptor \| \| \| \| \| \| Achillobator \| \| \| \| |
|  |                                                             |
|  | Utahraptor                                                  |
|  |                                                             |
|  | Achillobator                                                |
|  |                                                             |

|  | Utahraptor   |
|  |              |
|  | Achillobator |
|  |              |

|  | Dineobellator                                           |
|  |                                                         |
|  | \| \| Tsaagan \| \| \| \| \| \| Linheraptor \| \| \| \| |
|  |                                                         |
|  | Tsaagan                                                 |
|  |                                                         |
|  | Linheraptor                                             |
|  |                                                         |

|  | Tsaagan     |
|  |             |
|  | Linheraptor |
|  |             |

|  | Dineobellator                                           |
|  |                                                         |
|  | \| \| Tsaagan \| \| \| \| \| \| Linheraptor \| \| \| \| |
|  |                                                         |
|  | Tsaagan                                                 |
|  |                                                         |
|  | Linheraptor                                             |
|  |                                                         |

|  | Tsaagan     |
|  |             |
|  | Linheraptor |
|  |             |

|  | Dineobellator                                           |
|  |                                                         |
|  | \| \| Tsaagan \| \| \| \| \| \| Linheraptor \| \| \| \| |
|  |                                                         |
|  | Tsaagan                                                 |
|  |                                                         |
|  | Linheraptor                                             |
|  |                                                         |

|  | Tsaagan     |
|  |             |
|  | Linheraptor |
|  |             |

|  | Dineobellator                                           |
|  |                                                         |
|  | \| \| Tsaagan \| \| \| \| \| \| Linheraptor \| \| \| \| |
|  |                                                         |
|  | Tsaagan                                                 |
|  |                                                         |
|  | Linheraptor                                             |
|  |                                                         |

|  | Tsaagan     |
|  |             |
|  | Linheraptor |
|  |             |

|  | Saurornitholestes |
|  |                   |
|  | Atrociraptor      |
|  |                   |

|  | Dakotaraptor                                                                                                 |
|  | |
|  | \| \| Dromaeosaurus \| \| \| \| \| \| Boreonykus \| \| \| \| \| \| Dromeosáurido de Bayan Shireh \| \| \| \| |
|  | |
|  | Dromaeosaurus                                                                                                |
|  | |
|  | Boreonykus                                                                                                   |
|  | |
|  | Dromeosáurido de Bayan Shireh                                                                                |
|  | |

|  | Dromaeosaurus                 |
|  |                               |
|  | Boreonykus                    |
|  |                               |
|  | Dromeosáurido de Bayan Shireh |
|  |                               |

|  | Adasaurus                                                   |
|  |                                                             |
|  | \| \| Utahraptor \| \| \| \| \| \| Achillobator \| \| \| \| |
|  |                                                             |
|  | Utahraptor                                                  |
|  |                                                             |
|  | Achillobator                                                |
|  |                                                             |

|  | Utahraptor   |
|  |              |
|  | Achillobator |
|  |              |

|  | Dineobellator                                           |
|  |                                                         |
|  | \| \| Tsaagan \| \| \| \| \| \| Linheraptor \| \| \| \| |
|  |                                                         |
|  | Tsaagan                                                 |
|  |                                                         |
|  | Linheraptor                                             |
|  |                                                         |

|  | Tsaagan     |
|  |             |
|  | Linheraptor |
|  |             |

|  | Dineobellator                                           |
|  |                                                         |
|  | \| \| Tsaagan \| \| \| \| \| \| Linheraptor \| \| \| \| |
|  |                                                         |
|  | Tsaagan                                                 |
|  |                                                         |
|  | Linheraptor                                             |
|  |                                                         |

|  | Tsaagan     |
|  |             |
|  | Linheraptor |
|  |             |

|  | Dineobellator                                           |
|  |                                                         |
|  | \| \| Tsaagan \| \| \| \| \| \| Linheraptor \| \| \| \| |
|  |                                                         |
|  | Tsaagan                                                 |
|  |                                                         |
|  | Linheraptor                                             |
|  |                                                         |

|  | Tsaagan     |
|  |             |
|  | Linheraptor |
|  |             |

|  | Dineobellator                                           |
|  |                                                         |
|  | \| \| Tsaagan \| \| \| \| \| \| Linheraptor \| \| \| \| |
|  |                                                         |
|  | Tsaagan                                                 |
|  |                                                         |
|  | Linheraptor                                             |
|  |                                                         |

|  | Tsaagan     |
|  |             |
|  | Linheraptor |
|  |             |

|  | Adasaurus                                                   |
|  |                                                             |
|  | \| \| Utahraptor \| \| \| \| \| \| Achillobator \| \| \| \| |
|  |                                                             |
|  | Utahraptor                                                  |
|  |                                                             |
|  | Achillobator                                                |
|  |                                                             |

|  | Utahraptor   |
|  |              |
|  | Achillobator |
|  |              |

|  | Dineobellator                                           |
|  |                                                         |
|  | \| \| Tsaagan \| \| \| \| \| \| Linheraptor \| \| \| \| |
|  |                                                         |
|  | Tsaagan                                                 |
|  |                                                         |
|  | Linheraptor                                             |
|  |                                                         |

|  | Tsaagan     |
|  |             |
|  | Linheraptor |
|  |             |

|  | Dineobellator                                           |
|  |                                                         |
|  | \| \| Tsaagan \| \| \| \| \| \| Linheraptor \| \| \| \| |
|  |                                                         |
|  | Tsaagan                                                 |
|  |                                                         |
|  | Linheraptor                                             |
|  |                                                         |

|  | Tsaagan     |
|  |             |
|  | Linheraptor |
|  |             |

|  | Dineobellator                                           |
|  |                                                         |
|  | \| \| Tsaagan \| \| \| \| \| \| Linheraptor \| \| \| \| |
|  |                                                         |
|  | Tsaagan                                                 |
|  |                                                         |
|  | Linheraptor                                             |
|  |                                                         |

|  | Tsaagan     |
|  |             |
|  | Linheraptor |
|  |             |

|  | Dineobellator                                           |
|  |                                                         |
|  | \| \| Tsaagan \| \| \| \| \| \| Linheraptor \| \| \| \| |
|  |                                                         |
|  | Tsaagan                                                 |
|  |                                                         |
|  | Linheraptor                                             |
|  |                                                         |

|  | Tsaagan     |
|  |             |
|  | Linheraptor |
|  |             |

|  | Adasaurus                                                   |
|  |                                                             |
|  | \| \| Utahraptor \| \| \| \| \| \| Achillobator \| \| \| \| |
|  |                                                             |
|  | Utahraptor                                                  |
|  |                                                             |
|  | Achillobator                                                |
|  |                                                             |

|  | Utahraptor   |
|  |              |
|  | Achillobator |
|  |              |

|  | Dineobellator                                           |
|  |                                                         |
|  | \| \| Tsaagan \| \| \| \| \| \| Linheraptor \| \| \| \| |
|  |                                                         |
|  | Tsaagan                                                 |
|  |                                                         |
|  | Linheraptor                                             |
|  |                                                         |

|  | Tsaagan     |
|  |             |
|  | Linheraptor |
|  |             |

|  | Dineobellator                                           |
|  |                                                         |
|  | \| \| Tsaagan \| \| \| \| \| \| Linheraptor \| \| \| \| |
|  |                                                         |
|  | Tsaagan                                                 |
|  |                                                         |
|  | Linheraptor                                             |
|  |                                                         |

|  | Tsaagan     |
|  |             |
|  | Linheraptor |
|  |             |

|  | Dineobellator                                           |
|  |                                                         |
|  | \| \| Tsaagan \| \| \| \| \| \| Linheraptor \| \| \| \| |
|  |                                                         |
|  | Tsaagan                                                 |
|  |                                                         |
|  | Linheraptor                                             |
|  |                                                         |

|  | Tsaagan     |
|  |             |
|  | Linheraptor |
|  |             |

|  | Dineobellator                                           |
|  |                                                         |
|  | \| \| Tsaagan \| \| \| \| \| \| Linheraptor \| \| \| \| |
|  |                                                         |
|  | Tsaagan                                                 |
|  |                                                         |
|  | Linheraptor                                             |
|  |                                                         |

|  | Tsaagan     |
|  |             |
|  | Linheraptor |
|  |             |

|  | Adasaurus                                                   |
|  |                                                             |
|  | \| \| Utahraptor \| \| \| \| \| \| Achillobator \| \| \| \| |
|  |                                                             |
|  | Utahraptor                                                  |
|  |                                                             |
|  | Achillobator                                                |
|  |                                                             |

|  | Utahraptor   |
|  |              |
|  | Achillobator |
|  |              |

|  | Dineobellator                                           |
|  |                                                         |
|  | \| \| Tsaagan \| \| \| \| \| \| Linheraptor \| \| \| \| |
|  |                                                         |
|  | Tsaagan                                                 |
|  |                                                         |
|  | Linheraptor                                             |
|  |                                                         |

|  | Tsaagan     |
|  |             |
|  | Linheraptor |
|  |             |

|  | Dineobellator                                           |
|  |                                                         |
|  | \| \| Tsaagan \| \| \| \| \| \| Linheraptor \| \| \| \| |
|  |                                                         |
|  | Tsaagan                                                 |
|  |                                                         |
|  | Linheraptor                                             |
|  |                                                         |

|  | Tsaagan     |
|  |             |
|  | Linheraptor |
|  |             |

|  | Dineobellator                                           |
|  |                                                         |
|  | \| \| Tsaagan \| \| \| \| \| \| Linheraptor \| \| \| \| |
|  |                                                         |
|  | Tsaagan                                                 |
|  |                                                         |
|  | Linheraptor                                             |
|  |                                                         |

|  | Tsaagan     |
|  |             |
|  | Linheraptor |
|  |             |

|  | Dineobellator                                           |
|  |                                                         |
|  | \| \| Tsaagan \| \| \| \| \| \| Linheraptor \| \| \| \| |
|  |                                                         |
|  | Tsaagan                                                 |
|  |                                                         |
|  | Linheraptor                                             |
|  |                                                         |

|  | Tsaagan     |
|  |             |
|  | Linheraptor |
|  |             |

|  | Dakotaraptor                                                                                                 |
|  | |
|  | \| \| Dromaeosaurus \| \| \| \| \| \| Boreonykus \| \| \| \| \| \| Dromeosáurido de Bayan Shireh \| \| \| \| |
|  | |
|  | Dromaeosaurus                                                                                                |
|  | |
|  | Boreonykus                                                                                                   |
|  | |
|  | Dromeosáurido de Bayan Shireh                                                                                |
|  | |

|  | Dromaeosaurus                 |
|  |                               |
|  | Boreonykus                    |
|  |                               |
|  | Dromeosáurido de Bayan Shireh |
|  |                               |

|  | Adasaurus                                                   |
|  |                                                             |
|  | \| \| Utahraptor \| \| \| \| \| \| Achillobator \| \| \| \| |
|  |                                                             |
|  | Utahraptor                                                  |
|  |                                                             |
|  | Achillobator                                                |
|  |                                                             |

|  | Utahraptor   |
|  |              |
|  | Achillobator |
|  |              |

|  | Dineobellator                                           |
|  |                                                         |
|  | \| \| Tsaagan \| \| \| \| \| \| Linheraptor \| \| \| \| |
|  |                                                         |
|  | Tsaagan                                                 |
|  |                                                         |
|  | Linheraptor                                             |
|  |                                                         |

|  | Tsaagan     |
|  |             |
|  | Linheraptor |
|  |             |

|  | Dineobellator                                           |
|  |                                                         |
|  | \| \| Tsaagan \| \| \| \| \| \| Linheraptor \| \| \| \| |
|  |                                                         |
|  | Tsaagan                                                 |
|  |                                                         |
|  | Linheraptor                                             |
|  |                                                         |

|  | Tsaagan     |
|  |             |
|  | Linheraptor |
|  |             |

|  | Dineobellator                                           |
|  |                                                         |
|  | \| \| Tsaagan \| \| \| \| \| \| Linheraptor \| \| \| \| |
|  |                                                         |
|  | Tsaagan                                                 |
|  |                                                         |
|  | Linheraptor                                             |
|  |                                                         |

|  | Tsaagan     |
|  |             |
|  | Linheraptor |
|  |             |

|  | Dineobellator                                           |
|  |                                                         |
|  | \| \| Tsaagan \| \| \| \| \| \| Linheraptor \| \| \| \| |
|  |                                                         |
|  | Tsaagan                                                 |
|  |                                                         |
|  | Linheraptor                                             |
|  |                                                         |

|  | Tsaagan     |
|  |             |
|  | Linheraptor |
|  |             |

|  | Adasaurus                                                   |
|  |                                                             |
|  | \| \| Utahraptor \| \| \| \| \| \| Achillobator \| \| \| \| |
|  |                                                             |
|  | Utahraptor                                                  |
|  |                                                             |
|  | Achillobator                                                |
|  |                                                             |

|  | Utahraptor   |
|  |              |
|  | Achillobator |
|  |              |

|  | Dineobellator                                           |
|  |                                                         |
|  | \| \| Tsaagan \| \| \| \| \| \| Linheraptor \| \| \| \| |
|  |                                                         |
|  | Tsaagan                                                 |
|  |                                                         |
|  | Linheraptor                                             |
|  |                                                         |

|  | Tsaagan     |
|  |             |
|  | Linheraptor |
|  |             |

|  | Dineobellator                                           |
|  |                                                         |
|  | \| \| Tsaagan \| \| \| \| \| \| Linheraptor \| \| \| \| |
|  |                                                         |
|  | Tsaagan                                                 |
|  |                                                         |
|  | Linheraptor                                             |
|  |                                                         |

|  | Tsaagan     |
|  |             |
|  | Linheraptor |
|  |             |

|  | Dineobellator                                           |
|  |                                                         |
|  | \| \| Tsaagan \| \| \| \| \| \| Linheraptor \| \| \| \| |
|  |                                                         |
|  | Tsaagan                                                 |
|  |                                                         |
|  | Linheraptor                                             |
|  |                                                         |

|  | Tsaagan     |
|  |             |
|  | Linheraptor |
|  |             |

|  | Dineobellator                                           |
|  |                                                         |
|  | \| \| Tsaagan \| \| \| \| \| \| Linheraptor \| \| \| \| |
|  |                                                         |
|  | Tsaagan                                                 |
|  |                                                         |
|  | Linheraptor                                             |
|  |                                                         |

|  | Tsaagan     |
|  |             |
|  | Linheraptor |
|  |             |

|  | Adasaurus                                                   |
|  |                                                             |
|  | \| \| Utahraptor \| \| \| \| \| \| Achillobator \| \| \| \| |
|  |                                                             |
|  | Utahraptor                                                  |
|  |                                                             |
|  | Achillobator                                                |
|  |                                                             |

|  | Utahraptor   |
|  |              |
|  | Achillobator |
|  |              |

|  | Dineobellator                                           |
|  |                                                         |
|  | \| \| Tsaagan \| \| \| \| \| \| Linheraptor \| \| \| \| |
|  |                                                         |
|  | Tsaagan                                                 |
|  |                                                         |
|  | Linheraptor                                             |
|  |                                                         |

|  | Tsaagan     |
|  |             |
|  | Linheraptor |
|  |             |

|  | Dineobellator                                           |
|  |                                                         |
|  | \| \| Tsaagan \| \| \| \| \| \| Linheraptor \| \| \| \| |
|  |                                                         |
|  | Tsaagan                                                 |
|  |                                                         |
|  | Linheraptor                                             |
|  |                                                         |

|  | Tsaagan     |
|  |             |
|  | Linheraptor |
|  |             |

|  | Dineobellator                                           |
|  |                                                         |
|  | \| \| Tsaagan \| \| \| \| \| \| Linheraptor \| \| \| \| |
|  |                                                         |
|  | Tsaagan                                                 |
|  |                                                         |
|  | Linheraptor                                             |
|  |                                                         |

|  | Tsaagan     |
|  |             |
|  | Linheraptor |
|  |             |

|  | Dineobellator                                           |
|  |                                                         |
|  | \| \| Tsaagan \| \| \| \| \| \| Linheraptor \| \| \| \| |
|  |                                                         |
|  | Tsaagan                                                 |
|  |                                                         |
|  | Linheraptor                                             |
|  |                                                         |

|  | Tsaagan     |
|  |             |
|  | Linheraptor |
|  |             |

|  | Adasaurus                                                   |
|  |                                                             |
|  | \| \| Utahraptor \| \| \| \| \| \| Achillobator \| \| \| \| |
|  |                                                             |
|  | Utahraptor                                                  |
|  |                                                             |
|  | Achillobator                                                |
|  |                                                             |

|  | Utahraptor   |
|  |              |
|  | Achillobator |
|  |              |

|  | Dineobellator                                           |
|  |                                                         |
|  | \| \| Tsaagan \| \| \| \| \| \| Linheraptor \| \| \| \| |
|  |                                                         |
|  | Tsaagan                                                 |
|  |                                                         |
|  | Linheraptor                                             |
|  |                                                         |

|  | Tsaagan     |
|  |             |
|  | Linheraptor |
|  |             |

|  | Dineobellator                                           |
|  |                                                         |
|  | \| \| Tsaagan \| \| \| \| \| \| Linheraptor \| \| \| \| |
|  |                                                         |
|  | Tsaagan                                                 |
|  |                                                         |
|  | Linheraptor                                             |
|  |                                                         |

|  | Tsaagan     |
|  |             |
|  | Linheraptor |
|  |             |

|  | Dineobellator                                           |
|  |                                                         |
|  | \| \| Tsaagan \| \| \| \| \| \| Linheraptor \| \| \| \| |
|  |                                                         |
|  | Tsaagan                                                 |
|  |                                                         |
|  | Linheraptor                                             |
|  |                                                         |

|  | Tsaagan     |
|  |             |
|  | Linheraptor |
|  |             |

|  | Dineobellator                                           |
|  |                                                         |
|  | \| \| Tsaagan \| \| \| \| \| \| Linheraptor \| \| \| \| |
|  |                                                         |
|  | Tsaagan                                                 |
|  |                                                         |
|  | Linheraptor                                             |
|  |                                                         |

|  | Tsaagan     |
|  |             |
|  | Linheraptor |
|  |             |

## Paleobiología

### Hábitos cursoriales
En 1999, Perle y su equipo señalaron que la estructura de las extremidades traseras y la región pélvica del Achillobator indica que el animal tenía muslos enormes y piernas robustas, adecuadas para correr a una velocidad moderada. Además, la pelvis prominente del Achillobator tiene sus propios retractores musculares femorales especializados que pueden indicar una gran capacidad para saltar.
En 2016, Scott Persons IV y Currie examinaron la proporción de extremidades de numerosos terópodos y descubrieron que los compsognátidos, troodóntidos y tiranosáuridos eran animales cursoriales con muchos taxones recuperados con puntuaciones de proporciones de extremidades cursoriales relativamente altas. Sin embargo, los dromeosáuridos se recuperaron con puntuaciones bajas, y Achillobator obtuvo una puntuación de -5,3, lo que sugiere que no estaba adaptado para mantener altas velocidades durante períodos prolongados de tiempo.

### Comportamiento predador
En 2009 , Longrich y Currie sugirieron que mientras otros dromeosáuridos llenaban una variedad de nichos ecológicos especializados como los esbeltos unenlagiinidos, los eudromaeosáuridos, como Achillobator, conservaban un estilo de vida conservador y llenaban el nicho de depredadores de gran tamaño de presas a menudo de tamaño mediano a grande.

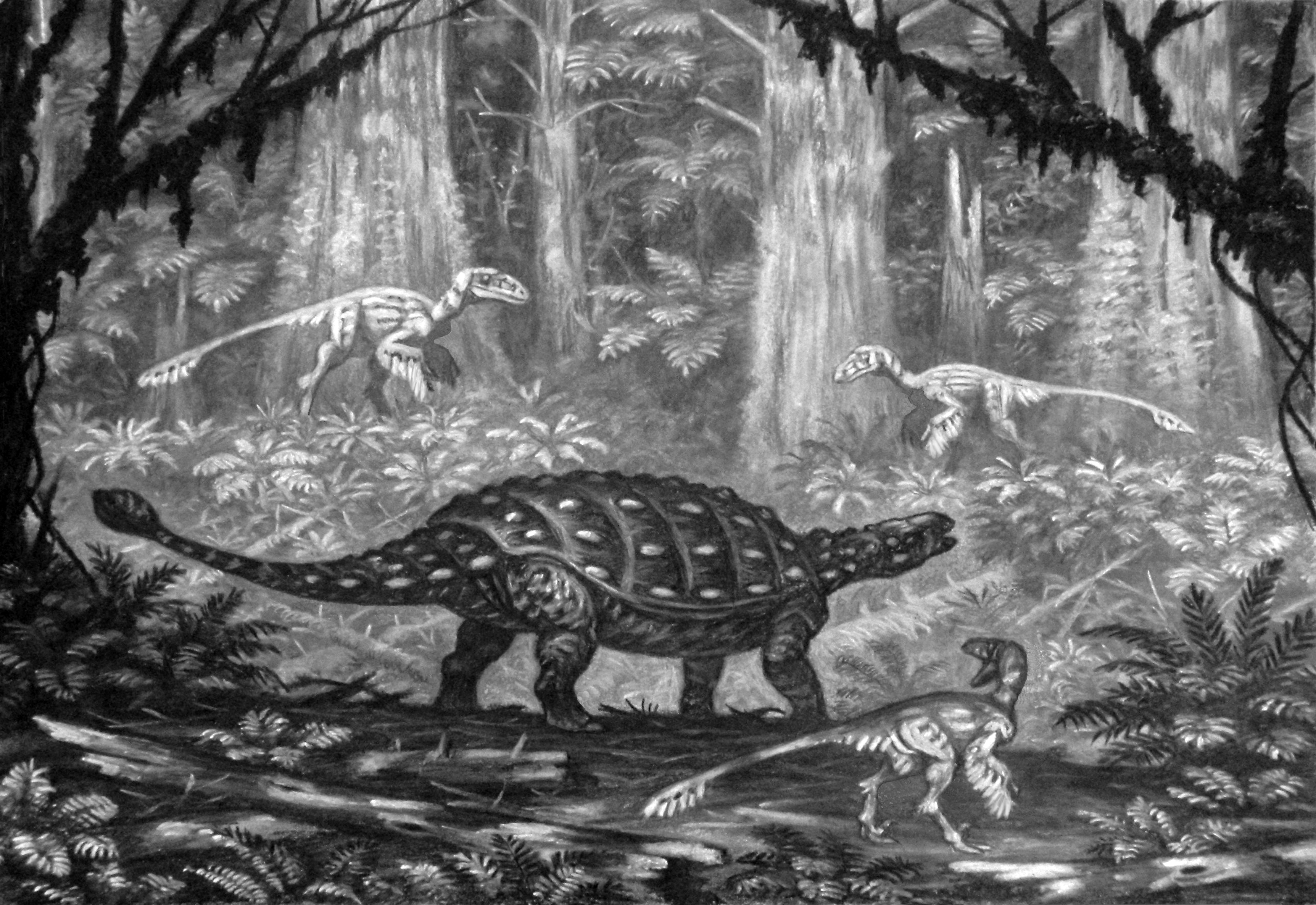
Restauración de una manada de Achillobator que rodea a un Talarurus adulto

En 2009, Manning y su equipo probaron la función de la garra en forma de hoz de los dromeosáuridos analizando la biomecánica de cómo se distribuirían las tensiones y las presiones a lo largo de las garras y en las extremidades, y utilizando comparaciones dentro de la curvatura de la garra en forma de hoz del dromeosáurido en el pie con la curvatura en las aves y mamíferos modernos. Encontraron que eran ideales para trepar y para un estilo de vida de vida en el suelo. Peter Mackovicky afirmó que el análisis podría ser correcto sobre los dromeosáuridos primitivos, como Microraptor, que trepaban árboles, sin embargo, esto no explica por qué animales gigantes como Achillobator o Utahraptor conservaron garras en forma de hoz, ya que probablemente eran demasiado grandes para haber trepado a los árboles con alguna gran facultad. Mackovicky sugirió que los dromeosáuridos más grandes adaptaron la garra para ser utilizada exclusivamente para un comportamiento depredador más agresivo.
El sorprendente parecido entre los pies y las piernas de los dromeosáuridos y los de las aves rapaces accipítridas, llevó a Fowler et al. 2011 a proponer que los dromeosáuridos cazaban de forma similar a los de las aves rapaces. Encontraron que los pies y las piernas de los dromeosáuridos se parecen a los de las águilas y los halcones al tener una segunda garra agrandada y un rango de flexión similar, pero los metatarsianos comparten más parecido con los de los búhos. El modelo de restricción de presas de aves rapaces, propone que los dromeosáuridos saltaban hacia su presa, inmovilizándola con su peso corporal, para luego sujetarla firmemente con las grandes garras en forma de hoz. Después, el dromeosáurido comenzaría a alimentarse del animal mientras aún está vivo y la muerte finalmente vendría por pérdida de sangre y falla orgánica. Los brazos o "alas", que probablemente estaban cubiertos de largas plumas, pudieron haber sido agitados por el dromeosáurido para estabilizar su equilibrio mientras sujetaba a sus presas, junto con esto, la cola larga y emplumada probablemente funcionó como un contrapeso al cuerpo principal. Por último, el hocico habría sido útil para rematar a sus presas. Con estas observaciones, establecieron que los dromeosáuridos y los troodóntidos estaban divididos en nichos como depredadores de presas grandes y pequeñas, respectivamente.
En 2020, Powers y sus colegas reexaminaron los maxilares de los taxones de eudromosaurios y concluyeron que los eudromosaurios asiáticos y norteamericanos estaban separados por la morfología del hocico y las estrategias ecológicas. Encontraron que el maxilar era una referencia confiable para inferir la forma del premaxilar y el hocico en general . Por ejemplo, la mayoría de las especies asiáticas tienen hocicos alargados basados en el maxilar, se conocen animales como el Velociraptor a partir de cráneos completos, lo que indica una alimentación selectiva, como recoger presas pequeñas y rápidas. Sin embargo, Achillobator es una excepción para los eudromosaurios asiáticos, que presenta una morfología maxilar robusta y profunda similar a los eudromosaurios norteamericanos que también tienen hocicos robustos y profundos, lo que indica relaciones con estos miembros. Las adaptaciones de Achillobator y los eudromosaurios norteamericanos indican una dieta basada en presas de gran tamaño.

## Paleoecología

Achillobator comparado con los dinosaurios conocidos de la Formación Bayan Shireh (Achillobator en amarillo oscuro, segundo desde la derecha)

Los restos de Achillobator fueron desenterrados de la localidad de Burkhant de la Formación Bayan Shireh. Esta formación se ha dividido en partes superior e inferior, con algunas localidades que representan el límite del Cretácico Inferior y Superior. Burkhant, la localidad tipo de Achillobator, ha sido identificada como una localidad límite del Cretácico Superior. Los análisis de la magnetoestratigrafía de la formación indican que toda la Bayan Shireh se encuentra dentro del Cretácico Largo Normal, que duró solo hasta el final de la etapa Santoniense, dando una edad Cenomaniense-Santoniense. Los recientes análisis de calcita U–Pb realizados por Kurudama y colegas en 2020 han confirmado la edad de la Formación Bayan Shireh desde hace 95,9 ± 6,0 millones a 89,6 ± 4,0 millones de años, lo que también respalda una edad Cenomaniense-Santoniense. A lo largo del tiempo, numerosos autores han propuesto una fuerte correlación con la Formación Iren Dabasu, principalmente basándose en los conjuntos fósiles similares.. Esta hipótesis también puede estar respaldada por las edades similares.
Los ambientes que estaban presentes en la Formación Bayan Shireh y habitados por Achillobator eran relativamente húmedos y tenían extensas facies fluviales y lacustres, es decir, una región bien regada dominada por prominentes meandros, ríos, lagos y arroyos. El clima de la formación era ligeramente semiárido, como se ve en los sedimentos a base de caliche. Las angiospermas estaban ampliamente presentes en la formación, con base en fósiles de cornáceas y frutos fosilizados en varias localidades.
Achillobator  compartió su entorno en la Formación Bayan Shireh con otra paleofauna como los terópodos de tamaño mediano Erlikosaurus y Segnosaurus, Garudimimus, y posiblemente Alectrosaurus; Entre los herbivóros se encuentarn los anquilosáuridos de complexión pesada  Talarurus y Tsagantegia, los pequeños marginocéfalos Amtocephale y Graciliceratops, los hadrosáuridos Gobihadros; y el enorme saurópodos de cuello largo Erketu. También estaban presentes taxones no dinosaurios, principalmente reptiles semiacuáticos y terrestres como las tortugas Lindholmemys, Gobiapalone y "Trionyx"; y el crocodilomorfo Paralligator.  También se conocen peces de la formación, como el tiburón Hybodus y los restos de osteíctios en varias localidades. Los mamíferos eran extremadamente raros alrededor de la formación. 
Se ha informado de la partición de nichos entre las especies de Bayan Shireh, tal es el caso de los terizinosáuridos ramoneadores altos Erlikosaurus y Segnosaurus, el forrajeador Talarurus y el ramoneador  Tsagantegia. Erketu puede haber sido el herbívoro más alto de la paleofauna.